# Чёрный рыцарь (Сэр Перси)
Сэр Перси из Скандии (англ. Sir Percy of Scandia) — первый персонаж комиксов издательства Marvel Comics, известный под именем Чёрный рыцарь (англ. Black Knight), средневековый супергерой времён короля Артура, предок суперзлодея Нейтана Гарретта и супергероя Дэйна Уитмана, также носивших имя Чёрный рыцарь.

## История публикаций
Первый Чёрный рыцарь вселенной Marvel появился в историко-приключенческой серии Black Knight vol. 1, № 1-5 (май-декабрь 1955) издательства Atlas Comics, предшественника Marvel Comics.
Все пять выпусков серии были написаны Стэном Ли. Первые три выпуска нарисовал Джо Манели, так же создавший обложки для всех пяти выпусков. Над последующими двумя выпусками работал художник Фред Кида вместе с Сидо Шорсом и Кристофером Рулом.
Сэр Перси позже появился в серии Mystic Arcana 2007 года.

## Вымышленная биография
Первый Чёрный рыцарь, сэр Перси из Скандии, служил в VI веке при дворе короля Артура Пендрагона, был его величайшим воином и одним из рыцарей Круглого стола. Принятый на работу мастером Мерлином, Перси принимает двойную идентичность, и делает вид, что совершенно некомпетентен, когда не использует личность Чёрного рыцаря. Как Чёрный рыцарь Перси владеет Эбеновым лезвием, которое Мерлин выковал из метеорита. Постоянно враждовав со злым рыцарем Мордредом (предателем и "племянником" Артура) и феей Морганой, сэр Перси со временем ушёл в отставку и женился на леди Розамунд.
Перси был убит в замке Скандии Мордредом во время падения Камелота, когда тот ударил его зачарованным клинком из того же материала, что и его Эбеновое лезвие, после чего Мордред так же умирает от ран, ранее нанесённых ему Артуром. Мерлин гарантирует, что дух Перси будет жить благодаря заклинанию, которое оживит его призрак, если Мордред когда-нибудь вернётся. Сэр Перси пережил своего первого сына, Джеффри. Леди Розамунд позже родила ему второго сына, Эдуарда, который стал родоначальником «гордой линии». Потомки сэра Перси принимали личность Чёрного рыцаря: Сэр Растон был активен в конце VI и начале VII веков после чего стал агентом путешественника во времени Канга Завоевателя; и сэр Эобар Гаррингтон, рыцарь XII века, служил у Ричарда Львиное сердце во время Третьего крестового похода.
Дух Перси несколько раз являлся своему потомку Дэйну Уитману, супергерою XX века. Его призрак впервые появился в качестве наставника для Дэйна, показав обстоятельства своей смерти, и являлся ещё несколько раз чтобы дать совет. Позже Перси был освобождён из плана мёртвых Доктором Стрэнджом.
Призрак Перси ещё раз является Дэйну Уитману, показываю свою свадьбу с леди Розамунд. Призрак вселяется в тело Дэйна и вместе с Доктором Стрэнджом сражается с феей Морганой и злодеем Балором, после чего его спасает Валькирия. Чёрный рыцарь делает своим оруженосцем Шона Долана, позже ставшего злодеем Кровавым призраком. Призрак Перси впоследствии вселяется в само Эбеновое лезвие.

## Способности и оружие
Чёрный рыцарь был физически развитым человеком без каких-либо сверхчеловеческих сил. Он был мастером фехтования, верховой ездой и всеми формами рукопашного боя, известного в Британии во время Камелота. Он также был талантливым поэтом, певцом и музыкантом, играл на лютне.
Перси владел Эбеновым лезвием, а заклинания Мерлина делали его неуязвимым для физических повреждений пока он носил Эбеновое лезвие. Тем не менее, это было неэффективным против оружия, изготовленного из того же металла, что и Эбеновое лезвие. Он также носил доспехи и шлем, которые были так же сделаны непробиваемыми с помощью заклинаний Мерлина.

## Вне комиксов
Средневековый Чёрный рыцарь появился в серии «Рыцари и демоны» мультсериала «Человек-паук и его удивительные друзья»